# 傑克·瓦格納
傑克·瓦格納（Jack Wagner，1959年10月3日—）是美國的一位演員和音樂人。瓦格納最著名的作品包括肥皂劇大醫院和飛越情海。瓦格納出生在華盛頓州密蘇里，成長在一個天主教家庭。他也出演過電視節目與明星共舞。